# 你 (时代年度风云人物)

2006年12月25日出版的《時代》封面，其中灰色區域是能反射的鏡面

「你」於2006年獲選為《時代》雜誌的年度风云人物。《時代》把「你」選為年度风云人物，原因是數以百萬計的人在維基百科、YouTube、MySpace、Facebook、亞馬遜網路書店、GNU/Linux作業系統和其他web 2.0網站上匿名貢獻了大量用戶生成內容。

## 背景
在過往的「年度风云人物」中，大部份獲選人物為歷史上的重要人物，部份為代表一類人的稱號（例如1993年的「和平締造者們」和2011年的「示威者们」），而極少部份則為無生命的物件（例如1982年的個人電腦和1988年的瀕危的地球）。
部份與年度风云人物類似的媒體獎項承認了線上社群和用戶生成內容日趨重要的地位，例如《商業2.0》（Business 2.0）於2006年7月把「你！」置於「影響現在的50人」首位，又如美國廣播公司新聞於2004年把網誌作者列為「年度人物」。

## 抉擇
於2006年，按照《時代》的年度程序，不同新聞部門均需提名「年度风云人物」。於11月，「你」和「YouTube的傢伙」（the YouTube guys）脫穎而出。隨後，《時代》會在網上收集讀者意見，並交給總編輯理查德·斯坦格爾作最終決定。
於2006年12月13日，《時代》宣佈了「年度风云人物」的獲選者，即「你」。當日的《時代》雜誌封面印有一部iMac電腦顯示屏，該顯示屏上顯示著一個Youtube影片播放器，而影片播放器的畫面上只顯示了一個字，「你」。另外，畫面其餘部份皆為反射鏡，會反射出讀者的外貌，即「你」。影片播放器顯示影片的長度為「20:06」分，即2006年。而「年度风云人物故事」則是由美國全國廣播公司編輯布賴恩·威廉斯和《時代》雜誌編輯列夫·格羅斯曼與理查德·斯坦格爾合著。

## 批評
《時代》把「你」選為年度风云人物的決擇被批評家保羅·科德羅斯基稱為「令人難以置信，逃避現實的做法」。
在公佈年度风云人物幾個星期前，《時代》透過“誰應該成為年度風雲人物？”問題在網上徵詢大眾的意見。結果顯示烏戈·查韋斯獲得最多人支持，並佔了總票數的35%，而马哈茂德·艾哈迈迪内贾德則居其次。然而，《時代》決定無視這些結果，並在公佈年度风云人物時沒有宣佈他們為大眾選出來的年度風雲人物。因此，批評者批評《時代》無視民主。作為回應，《時代》指出網上投票沒有科研價值，他們因此沒有理會其結果。網上投票的結果亦被移除。另外，彼得·薩加爾在《等等......不要告訴我！》（Wait Wait... Don't Tell Me!）上諷刺地指出「若『我們』真的控制媒體，我們會選一個更好的年度风云人物」。